# Гнедин, Василий Тихонович
Василий Тихонович Гнедин (23 ноября 1902,  Дорогобуж, Смоленская губерния,  Российская империя — 4 октября 1947, Москва,  СССР) — советский военачальник, полковник (1944).

## Биография
Родился 23 ноября 1902 года в городе  Дорогобуж, ныне в  Смоленской области. Русский. До службы в армии  работал учеником печатников в типографии В. И. Розова в городе Дорогобуж, с июня 1919 года — председателем уездного комитета комсомола.

### Военная служба

#### Гражданская война
В  октябре 1919 года был призван в РККА и служил политбойцом и комиссаром батальона в 407-м стрелковом полку 8-й Саратовской стрелковой дивизии. Член ВКП(б) с 1919 года. В составе 16-й армии Западного фронта воевал с ней против белополяков под Минском, на варшавском направлении и при отступлении в Белоруссию. В декабре 1920 года был зачислен курсантом на 45-е пехотные командные курсы в городе Витебск. В их составе со 2 по 18 марта 1921 года принимал участие в подавлении Кронштадтского мятежа. После завершения обучения в сентябре был оставлен на курсах командиром взвода.

#### Межвоенные годы
В октябре 1922 года Гнедин направляется в Карелию, где командовал ротой в 4-м пограничном Ладожском полку 2-й пограничной дивизии. С ноября 1923 года назначается начальником погранзаставы 4-го пограничного полка войск ОГПУ Ленинградского округа. С ноября 1925 по январь 1927 года учился в Высшей пограничной школе НКВД в Москве. После возвращения в полк продолжил службу в должностях помощника коменданта и коменданта 3-й пограничной комендатуры. С ноября 1931 года командовал отдельным дивизионом войск НКВД в Ленинграде, с июля 1932 года там же исполнял должность начальника штаба 43-го полка войск НКВД. С ноября 1933 года по май 1935 года вновь проходил обучение в Высшей пограничной школе НКВД в Москве, затем был назначен начальником 1-го отделения штаба 32-го морского пограничного отряда войск НКВД в городе Новороссийск. С января 1937	года служил в штабе пограничных и внутренних войск НКВД в городе Ростов-на-Дону в должности старшего помощника начальника 1-го (оперативного) отдела. В январе 1938 года арестован органами НКВД и до марта 1939 года находился под следствием. После освобождения назначен комиссаром 1-го строительного участка 5-го военно-строительного треста при СНК СССР в Москве, с августа 1940 года исполнял должность начальника отдела кадров этого треста.

#### Великая Отечественная война
В августе 1941 года был назначен помощником начальника оперативного отделения штаба 332-й Ивановской стрелковой дивизии им. М. В. Фрунзе, формировавшейся в городе Иваново. В октябре вступил в командование 1119-м стрелковым полком этой же дивизии. С 10 по 24 октября дивизия была передислоцирована под Москву, где, войдя в состав Московской зоны обороны, заняла оборонительный рубеж Красное, Чертаново, Царицыно, Братеево. В короткий срок ее части проделали большую работу по инженерному оборудованию полосы обороны. 7 ноября дивизия участвовала в параде на Красной площади в Москве. В конце декабря, после совершения комбинированного марша, она сосредоточилась в районе города Осташков и вошла в 4-ю ударную армию Северо-Западного фронта. В январе — марте 1942 года в составе Северо-Западного, а с 22 января — Калининского фронтов участвовала в Торопецко-Холмской и Демянской наступательных операциях. В мае  Гнедин был переведен помощником начальника оперативного отдела штаба 39-й армии Калининского фронта. 16 августа 1942 года он назначается командиром 1172-го стрелкового полка 348-й стрелковой дивизии. В ноябре — декабре полк активно действовал в наступательных боях на ржевском направлении, в марте 1943 года участвовал в Ржевско-Вяземской наступательной операции.
В июне 1943 года командирован на учебу в Высшую военную академию им. К. Е. Ворошилова. По окончании ее ускоренного курса был направлен на 1-й Прибалтийский фронт и с 25 апреля 1944 года допущен к командованию 306-й стрелковой Рибшевской дивизией. 10 мая 1944 года переведен на должность командира 334-й стрелковой дивизии и в составе 43-й армии участвовал с ней в Витебско-Оршанской, Полоцкой и Шяуляйской наступательных операциях. За успешные действия дивизия получила почетное наименование «Витебская» (10.07.1944). В том же месяце полковник  Гнедин был отстранен от командования и назначен заместителем командира 67-й гвардейской стрелковой Витебской дивизии, входившей в состав 6-й гвардейской армии. В октябре он вступил в командование 166-й стрелковой дивизией и участвовал в Рижской и Мемельской наступательных операциях,  в блокировании и разгроме войск противника на Курляндском полуострове. В этих боях в декабре 1944 года  полковник  Гнедин был тяжело ранен и эвакуирован в госпиталь. После выздоровления с февраля 1945 года был в распоряжении Военного совета 1-го Белорусского фронта, а с апреля — начальника отдела по руководству военными комендатурами 1-го Белорусского фронта.
За время войны комдив Гнедин  был  один  раз персонально упомянут в благодарственных в приказах Верховного Главнокомандующего.

#### Послевоенное время
После войны полковник  Гнедин с августа 1945 года исполнял должность военного коменданта района Митте города Берлин. С февраля 1947 года продолжил службу на должности начальника отдела городского хозяйства Управления военного коменданта города Берлин. Будучи в этой должности, заболел и был эвакуирован в госпиталь в Москву, где 4 октября умер.

## Награды
- орден Ленина (06.11.1945)[6][7]
- два ордена Красного Знамени (17.07.1944[8], 21.02.1945[7][9])
- орден Отечественной войны I степени (28.08.1945)[10]
- орден Красной Звезды (30.03.1942)[11]
  - медали в том числе:
  - «За оборону Москвы» (04.01.1945)[12]
  - «За победу над Германией в Великой Отечественной войне 1941—1945 гг.» (1945)

Приказы (благодарности) Верховного Главнокомандующего в которых отмечен В. Т. Гнедин.
- За прорыв сильной, глубоко эшелонированной обороны Витебского укрепленного района немцев, северо-западнее города Витебск, на участке протяжением 35 километров, и продвижение в глубину за два дня наступательных боев от 20 до 40 километров, расширение прорыва до 80 километров по фронту, и выход к реке Западная Двина на участке 35 километров. 24 июня 1944 года. № 115.